# Nemlineáris optika
A nemlineáris optika (NLO) az optika azon területe, ami a fény viselkedését írja le nemlineáris közegben, azaz olyan közegben, amiben a polarizáció nemlineárisan függ a fény elektromos mezejétől. Ez a nemlineárisság általában nagy fényintenzitás esetén figyelhető meg, tipikusan lézer impulzusoknál.

## A nemlineáris optika alapjai
Az anyagok elektromos és mágneses tulajdonságait az {\displaystyle {\vec {E}}-{\vec {D}}} és {\displaystyle {\vec {B}}-{\vec {H}}} vektorok közötti kapcsolatok írják le. Ezen kapcsolatok rendkívül változatos módon függnek az anyagi minőségtől. A legtöbb anyag csak akkor mutat elektromos és mágneses tulajdonságokat, ha azt külső mezőbe helyezzük. Kivételt képeznek ez alól a ferroelektromos és ferromágneses anyagok. Az anyagok nagy részénél a dipólusmomentum sűrűség nulla, mivel a {\displaystyle {\vec {p}}_{n}} atomi dipólusmomentumok minden irányba egyforma súllyal mutatnak, így {\displaystyle \sum _{n}{\vec {p}}_{n}={\vec {0}}}. Ha viszont az anyagot külső mezőbe helyezzük, a közeg dipólusait saját irányába igyekszik befordítani. Az így keletkező polarizáció az anyag belsejében izotróp esetben arányos az adott helyen fellépő elektromos térerősséggel:
ahol {\displaystyle \epsilon _{0}} a vákuum permittivitása, {\displaystyle \chi } neve pedig elektromos szuszceptibilitás. A fenti esetben mindkettő skalármennyiség. Anizotróp esetben {\displaystyle \chi } leírása egy 3x3-as tenzorral történik, így a polarizáció- és térerősségvektor kapcsolatát magasabb rendű közelítések esetén egy-egy alkalmasan választott tenzor írja le:
ahol {\displaystyle \chi ^{(1)}=n^{2}-1} a lineáris szuszceptibilitás tenzor, {\displaystyle \chi ^{(2)},\chi ^{(3)},...} pedig a másod-, harmad- stb. rendű szuszceptibilitás tenzorok (ezek matematikai rendje eggyel nagyobb az elnevezésben szereplő számnál). A fenti összefüggést röviden a {\displaystyle {\vec {P}}={\vec {P}}_{L}+{\vec {P}}_{NL}} alakban írhatjuk fel. {\displaystyle {\vec {P}}_{L}} a lineáris, {\displaystyle {\vec {P}}_{NL}} pedig a nemlineáris polarizációvektor. Nagy térerősség esetén minden anyag nemlineáris tulajdonságokat mutat.

## Nemlineáris hullámegyenlet
Induljunk ki a Maxwell-egyenletek alábbi alakjából, ahol nincsenek jelen töltések (ρ = 0), valamint nem folyik áram (j = 0):
M1: {\displaystyle \nabla \times {\vec {E}}=-{\frac {\partial {\vec {B}}}{\partial t}}}
M2: {\displaystyle \nabla {\vec {E}}=0}
M3: {\displaystyle \nabla \times {\vec {H}}={\frac {\partial {\vec {D}}}{\partial t}}}
M4: {\displaystyle \nabla {\vec {B}}=0}
A fentiekben {\displaystyle {\vec {B}}=\mu {\vec {H}}}, illetve {\displaystyle {\vec {D}}=\epsilon _{0}{\vec {E}}+{\vec {P}}_{L}+{\vec {P}}_{NL}=\epsilon _{0}\cdot \left(1+\chi \right){\vec {E}}+{\vec {P}}_{NL}=\epsilon {\vec {E}}+{\vec {P}}_{NL}}.
M3-at idő szerint deriválva, illetve véve M1 rotációját, a következő összefüggésre jutunk:
(1): {\displaystyle \nabla \times {\frac {\partial {\vec {H}}}{\partial t}}=\epsilon {\frac {\partial ^{2}{\vec {E}}}{\partial t^{2}}}+{\frac {\partial ^{2}{\vec {P}}_{NL}}{\partial t^{2}}}}
(2): {\displaystyle \nabla \times \nabla \times {\vec {E}}=-\mu \nabla \times {\frac {\partial {\vec {H}}}{\partial t}}}
Az utóbbi egyenlet és M2 felhasználásával a
(3): {\displaystyle \nabla \times \nabla \times {\vec {E}}=\nabla (\nabla {\vec {E}})-\Delta {\vec {E}}=-\Delta {\vec {E}}}
összefüggést kapjuk. Ezek után (1)-et (2)-be írva, felhasználva a (3)-as összefüggést, az alábbi differenciálegyenlet adódik:
{\displaystyle \Delta {\vec {E}}-\mu \epsilon {\frac {\partial ^{2}{\vec {E}}}{\partial t^{2}}}=\mu {\frac {\partial ^{2}{\vec {P}}_{NL}}{\partial t^{2}}}}
Felhasználva az {\displaystyle n={\sqrt {\epsilon _{r}\mu _{r}}}} és {\displaystyle c={\frac {1}{\sqrt {\mu _{0}\epsilon _{0}}}}} összefüggéseket, az alábbi differenciálegyenlet áll elő:
A fenti egyenletet nemlineáris hullámegyenletnek nevezzük, azaz a fenti differenciálegyenlet írja le a fény nemlineáris optikai viselkedését.
Az anyagok döntő többségében igaz, hogy {\displaystyle \mu _{r}\approx 1}, vagyis {\displaystyle \mu =\mu _{0}\cdot \mu _{r}=\mu _{0}}, így nem követünk el nagy hibát, ha a fenti differenciálegyenletet az alábbi alakban tárgyaljuk:

## Nemlineáris optikai jelenségek

### Másodrendű jelenségek
- Összegfrekvencia-keltés

Abban az esetben, ha a közegbe {\displaystyle \omega _{1}} és {\displaystyle \omega _{2}} frekvenciájú fény lép és {\displaystyle \omega _{3}=\omega _{1}+\omega _{2}} frekvenciájú fény keletkezik, összegfrekvencia-keltésről beszélünk. Ennek egy speciális esete az {\displaystyle \omega _{1}=\omega _{2}}; ilyenkor másodharmonikus keltésről, vagy frekvenciakétszerezésről beszélünk (a képen a b ábra szemlélteti ezt).
- Különbségfrekvencia-keltés

Különbségfrekvencia-keltésről beszélünk, ha a közegbe {\displaystyle \omega _{1}} és {\displaystyle \omega _{3}} frekvenciájú fény lép be, és egy {\displaystyle \omega _{2}=\omega _{3}-\omega _{1}} frekvenciájú is kilép a másik kettő mellett.
- Optikai parametrikus erősítés (OPA)

Amennyiben különbségfrekvencia-keltésnél az {\displaystyle \omega _{3}} frekvenciakomponensű fény intenzitása számottevően nagyobb {\displaystyle \omega _{1}} frekvenciakomponensűnél, valamint {\displaystyle \omega _{2}} frekvenciakomponensű fény keletkezése mellett {\displaystyle \omega _{1}} intenzitása jelentősen nő, optikai parametrikus erősítésről beszélünk. Ezen elven működő berendezés az optikai parametrikus erősítő (OPA – optical parametric amplifier). Ebben az esetben a legnagyobb intenzitású bemenő komponenst pumpálásnak (pump), az erősített komponenst jelnek (sign), a keletkezőt pedig idler-nek nevezzük. Ezen jelenségen alapul például az optikai parametrikus oszcillátor (OPO) működési elve.
- Optikai parametrikus generálás (OPG)

Abban az esetben, ha a pumpálás elég nagy intenzitású, előfordulhat az az eset is, hogy a jel jelenléte nélkül is lezajlik egy, az előbb említett folyamathoz hasonló jelenség. Ebben az esetben optikai parametrikus generálásról (OPG – optical parametric generator) beszélünk.